# Camila Soledad Merlos
Camila Soledad Merlos (28 de julio de 2000, San Rafael, Mendoza, Argentina) es una futbolista profesional argentina que se desempeña como mediocampista en el Club Panteras.
Durante 2018 jugó en el equipo femenino del Club Atlético San Lorenzo de Almagro, el que tuvo que dejar por problemas personales. Ganó el torneo Apertura de la Asociación de Fútbol Femenino de la Provincia de Buenos Aires (AFFEBA) en 2017.

## Trayectoria profesional
Camila se desempeñó como jugadora en Club Talleres, Club B.C., El Potrero, Juventud Unida, Club Atlético San Lorenzo de Almagro y Panteras.

## Vida personal
Además de jugar al fútbol, Merlos enseña fútbol infantil en su ciudad natal.